# Pavilioanele Familiei Regale a României
A nu se confunda cu Drapelul României.
A nu se confunda cu Drapel de luptă.

Pavilionul Majestății Sale Margareta, Custodele Coroanei

Pavilioanele Familiei Regale a României sunt pavilioane cu arme heraldice, steaguri heraldice personale aparținând fiecărui membru al Familiei Regale a României. Ele sunt amintite uneori și ca „stindarde regale” și nu trebuie confundate cu drapelul tricolor național sau cu drapelele de luptă ale unităților militare, care poartă în centru Stema Regală a României, varianta mare.
Familia Regală a României are în acest moment cinci diferite pavilioane (sau stindarde), dintre care trei sunt actualmente în funcțiune:
- Pavilionul Majestății Sale Margareta, Custodele Coroanei române
- Pavilionul Principelui Consort (folosit de Principele Radu)
- Pavilionul Principeselor Elena, Irina, Sofia și Maria

Cele două pavilioane regale nefolosite sunt:
- Pavilionul Principelui Moștenitor (folosit de Principesa Moștenitoare Margareta între anii 1997-2017)
- Pavilionul Reginei-mamă (folosit pe durata vieții Reginei-mamă Elena)

## Funcția Pavilionului Regal
Funcția pavilionului regal este aceea de a desemna, în fiecare moment, clădirea (reședința) sau vehiculul în care se găsește Suveranul sau Principele.

## Protocolul Pavilionului Regal
Pe acoperișul fiecărei reședințe regale se află un catarg pentru drapele. Conform uzanțelor de protocol regal, pe acest catarg trebuie arborat, în fiecare moment, pavilionul personal al Regelui, atunci când Suveranul se află în reședință (sau cel al membrului Familiei Regale cu rangul cel mai înalt care este prezent, în ordinea de precădere). Pavilionul este imediat coborât atunci când Regele părăsește reședința. Dacă nici un membru al Familiei Regale nu se află în Palat, pe catarg flutură drapelul național al României.

## Pavilioanele Familiei Regale a României, în prezent

Pavilionul Custodelui Coroanei
Pavilionul Principelui Consort
Pavilionul Principeselor
Pavilionul Principelui Moștenitor
Pavilionul Reginei-mamă